# Christina Otto
Christina Otto (* 24. Juni 1995 in Heidelberg) ist eine deutsche Schauspielerin.

## Leben
Christina Otto wurde in Heidelberg geboren und erhielt ihre professionelle Schauspielausbildung von 2013 bis 2016 an der Schauspielschule Mainz, an der sie ihr Diplom erwarb. Gastspiele hatte sie bereits am Staatstheater Wiesbaden, bei den Kammerspielen Wiesbaden, bei der Theaterwerkstatt Mainz, am Mainzer Unterhaus und am Kinder- und Jugendtheater Darmstadt. Im Fernsehen hatte sie unter anderen Auftritte in den Serien Tatort oder Der Staatsanwalt und war in den Filmen Der Wunschzettel und Die Luft, die wir atmen zu sehen.
Aufgrund der Einschränkungen für Schauspieler während der COVID-19-Pandemie entschied sich Christina Otto für ein Jurastudium, das sie 2025 abgeschlossen hat. Mittlerweile arbeitet Otto an ihrer Promotion.
Sie hat zwei ältere Brüder und hat georgische sowie lettische Vorfahren. Sie lebt in Mainz.

## Filmografie
- 2016: Und ob ich schon wandert (Im finsteren Tal, Kurzfilm)
- 2018: Der Wunschzettel  (Fernsehfilm)
- 2018: Tatort: Murot und das Murmeltier (Fernsehreihe)
- 2021: Die Luft, die wir atmen  (Fernsehfilm)
- 2021: Tatort: Murot und das Prinzip Hoffnung  (Fernsehreihe)
- 2022: Der Staatsanwalt  – Aus der Schusslinie (Fernsehserie)